# Ivan Bolotnikov

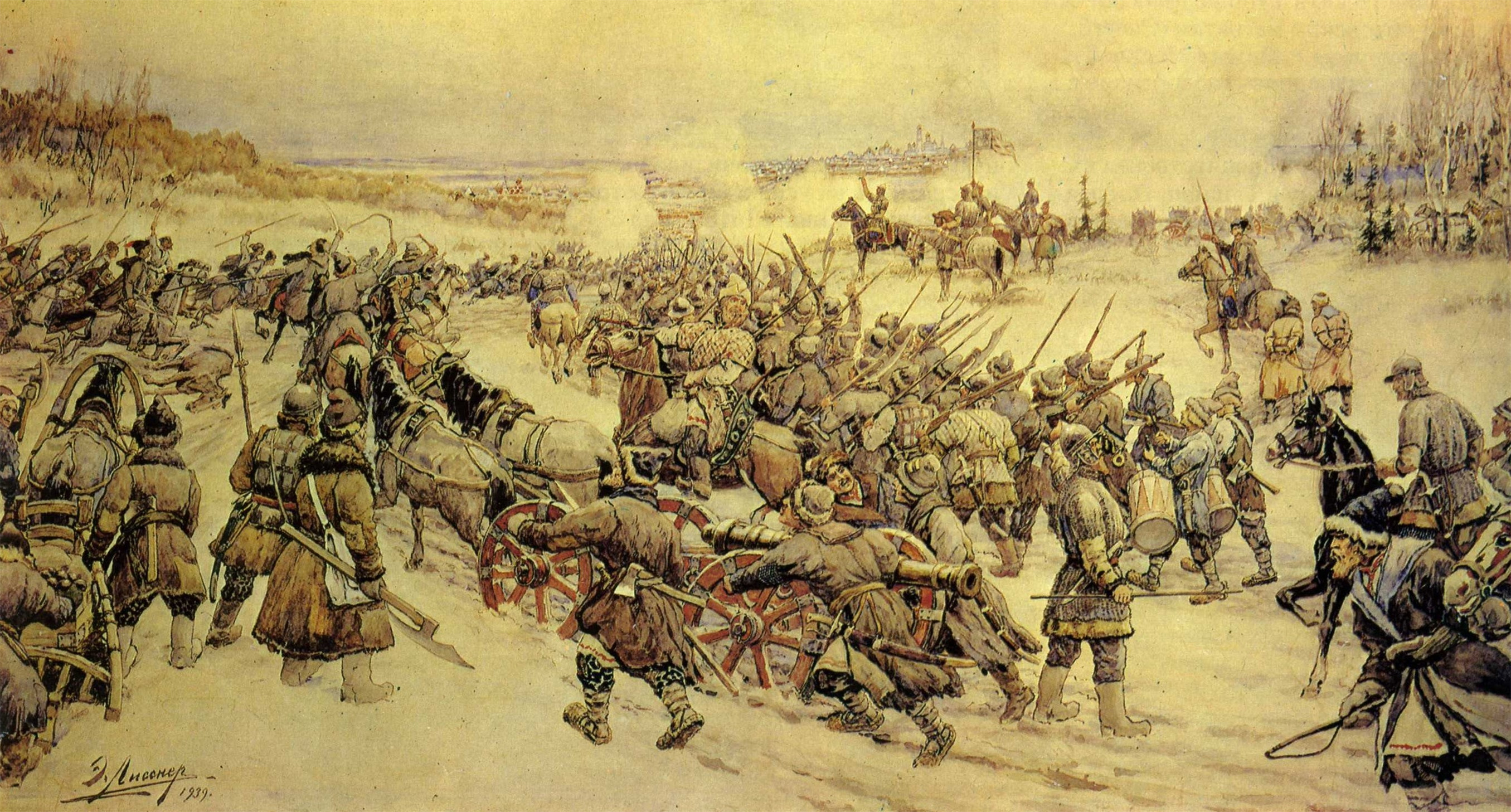
A Batalha de Bolotnikov com o Exército do Czar em Nizhniye Kotly, perto de Moscou, do pintor russo Ernst Lissner

Ivan Isayevich Bolotnikov (em em russo:  Ива́н Иса́евич Боло́тников; 1565–1608) liderou uma revolta popular na Rússia em 1606–1607 conhecida como Revolta de Bolotnikov (Восстание Ивана Болотникова). A revolta fez parte do Tempo de Dificuldades na Rússia.

## Vida pregressa
Descrevendo Bolotnikov, o historiador Paul Avrich afirma: "Os contemporâneos o descrevem como alto e de constituição poderosa e como um líder inteligente e enérgico." Bolotnikov era escravo do príncipe Andrei Teliatevsky, antes de fugir para se juntar aos cossacos ao longo da fronteira da estepe entre Moscóvia e o canato da Criméia. Capturado pelos tártaros da Criméia, ele foi vendido como escravo a uma galé turca como timoneiro. Libertado em uma batalha naval por navios alemães, foi levado para Veneza. Viajando de volta para a Moscóvia, ele passou pela Polônia, onde ouviu histórias sobre o Falso Demétrio I. Isso levou Bolotnikov a Sambir, onde conheceu Mikhail Molchanov. Molochanov fazia parte do grupo que assassinou Teodoro II e, posteriormente, um cúmplice de Grigori Shakhovskoi, planejando uma revolta contra Moscou por meio de um novo pseudo-Demétrio. Em junho ou julho de 1606, Molchanov enviou Bolotnikov a Putyvl com uma carta afirmando que ele era um servo do czar Demétrio.

## Rebelião
Molchanov enviou Ivan Bolotnikov à cidade de Putyvl para encontrar um voivoda chamado Grigory Shakhovskoy, que o recebeu como enviado do novo czar e o colocou no comando de uma unidade cossaca. Ivan Bolotnikov aproveitou a oportunidade para reunir um pequeno exército de kholops fugitivos, camponeses, bandidos e vagabundos, descontentes com a situação social e econômica da Rússia. Bolotnikov prometeu a eles exterminar a classe dominante e estabelecer um novo sistema social. Por ordem de Grigory Shakhovskoy, Bolotnikov e seu exército avançaram para Kromy (hoje Oblast de Oriol) em agosto de 1606, derrotando o exército moscovita sob o comando do príncipe Yury Trubetskoy. De lá, ele avançou para Serpukhov e devastou a cidade.

### Cerco
Shakhovskoi fez Bolotnikov Bolshoi Woywoden da guarnição de Putyvl e, de acordo com Avrich, aumentou essa força com "camponeses fugitivos, cidadãos empobrecidos, cossacos, escravos, bandidos e vagabundos de todos os tipos que se reuniram em Putyvl para se juntar à rebelião". Muitos eram veteranos da campanha da Rebelião Khlopko e do Falso Dmitry I. Bolotnikov liderou esta ala esquerda de rebeldes de Kromy para Kaluga, para Serpukhov, e daí para Moscou. Uma ala direita de rebeldes, composta por um grupo liderado por Prokopy Lyapunov, comandante da milícia riazã, e Istoma Pashkov, escudeiro de Tula, avançou sobre Moscou a partir de Tula. Durante o Cerco de Moscou (1606), o czar Basílio IV defendeu a parte sul de Moscou atrás de muros de madeira construídos, enquanto Mikhail Skopin-Shuisky atacou as bases rebeldes localizadas em Kolomenskoye e Záborie. O Patriarca Hermógenes de Moscou denunciou a rebelião como obra de "Satanás e seus demônios".

### Mudança decisiva
Em 15 de novembro, Liapunov, depois de receber uma oferta de posto mais alto, um assento no conselho boiardo e muita prata, foi para o czar com sua milícia riazã. O czar recebeu reforços adicionais de Smolensk e da Duína do Norte. Em 26 de novembro, Istoma Pashkov passou para o lado do czar. Em 2 de dezembro, Skopin-Shuisky atacou Kolomenskoe e Zaborie, forçando Bolotnikov a recuar para o sul para Serpkhov, depois para Kaluga, onde sofreu um cerco pelos seis meses seguintes.

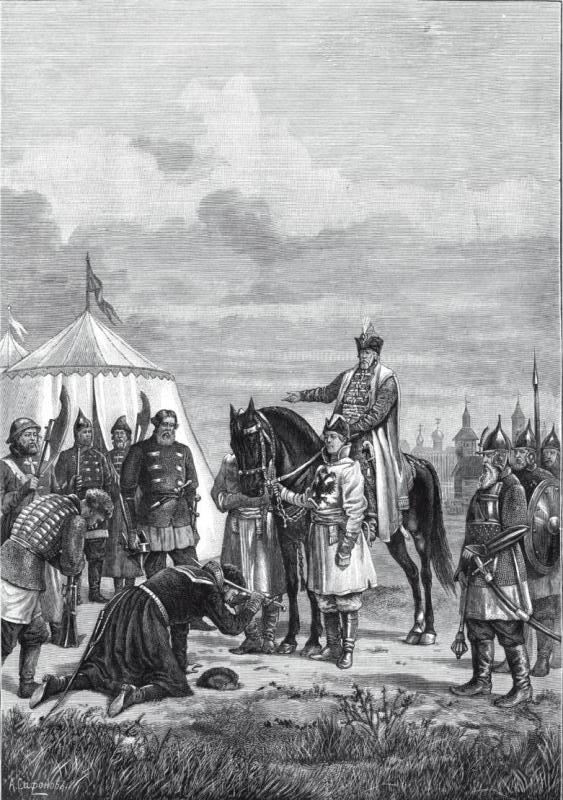
Alexander Petrovich Safonov - Bolotnikov e Shuisky (c. 1917) -Bolotnikov rende-se perante Basílio IV

### Ajuda do príncipe Andrei Telyatevsky
Na primavera de 1607, outro impostor chamado Falso Pedro (também conhecido como Ileyka Muromets; alegou ser filho de Feodor I da Rússia) veio a Tula com toda uma multidão de ladrões para se encontrar com o príncipe Grigory Shakhovskoy. Imediatamente depois disso, este último despachou o príncipe Andrei Telyatevsky e seus homens para ajudar Ivan Bolotnikov, forçando o príncipe Mstislavsky a levantar o cerco de Kaluga. Bolotnikov moveu-se para Tula. Assim, todos os rebeldes se reuniram em um só lugar, suas forças conjuntas totalizando cerca de 30.000 pessoas. Foi então que Basílio IV decidiu atacar todos de uma vez e deixou Moscou em 21 de maio de 1607. Ele sitiou Tula, mas os insurgentes conseguiram resistir até outubro, apesar das privações e da fome. Bolotnikov enviou cartas ao Falso Dmitry II em Starodub pedindo ajuda, mas sem sucesso.

### Rendição e morte
Finalmente, Bolotnikov decidiu negociar sua rendição. O czar prometeu perdoar os insurgentes em troca de Tula. Em 10 de outubro, os rebeldes se renderam às autoridades. Basílio, no entanto, não cumpriu sua promessa. Em vez disso, ele transportou todos os líderes rebeldes para Moscou em 30 de outubro e executou cada um deles de uma maneira diferente. Ivan Bolotnikov foi transportado para Kargopol, foi cegado e depois afogado.